# Gancho de parada

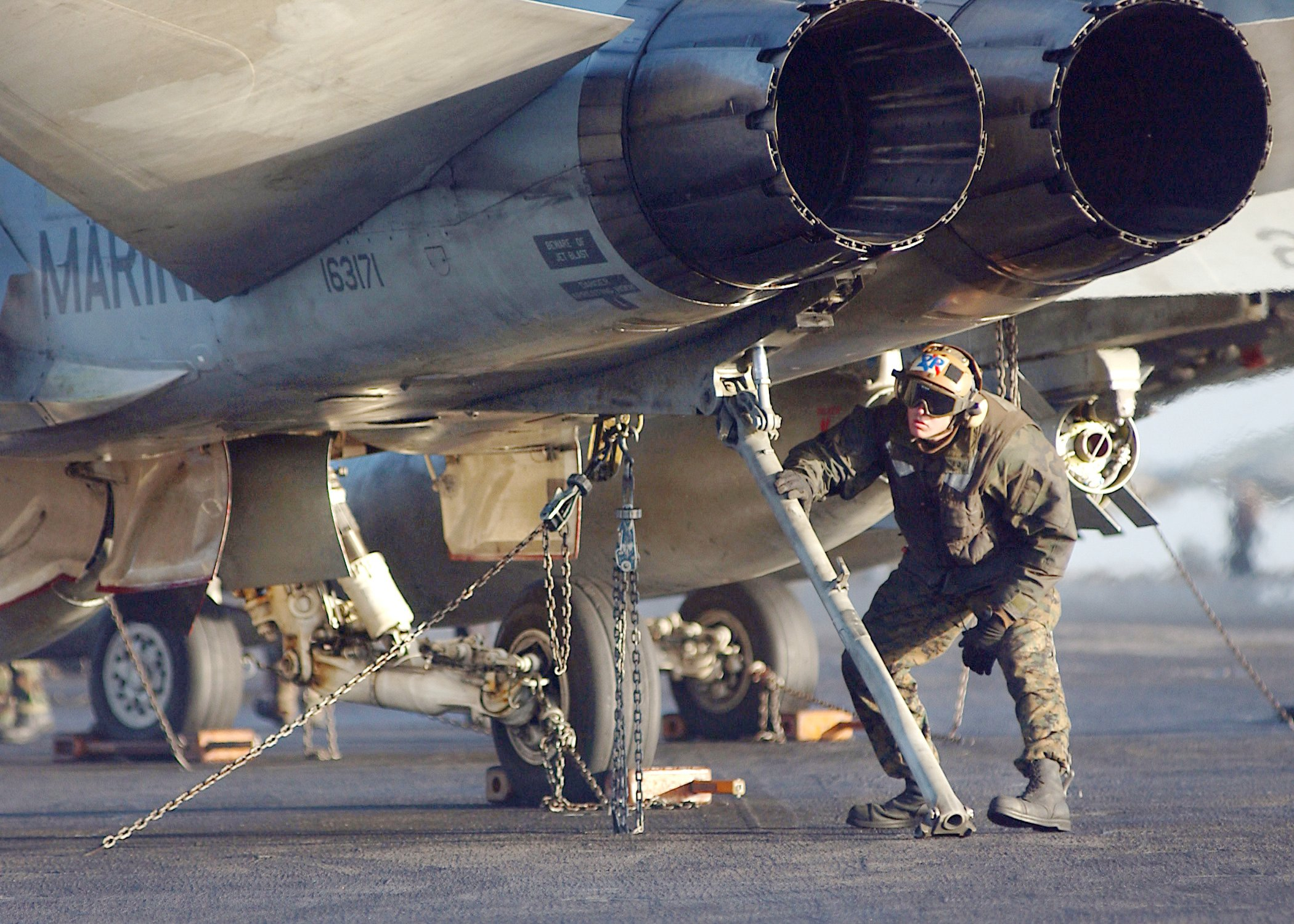
Gancho de parada de un F/A-18.

Un gancho de parada, también llamado gancho de detención o gancho de apontaje, es un dispositivo móvil con forma de gancho que va anclado en la cola (parte trasera) de un avión. Se utiliza para conseguir una rápida desaceleración después de aterrizar al engancharse en algún cable de parada colocado en la pista de aterrizaje para ese propósito. Normalmente se usa para realizar paradas cortas a bordo de portaaviones (técnicas CATOBAR o STOBAR).

## Galería

### Ganchos de parada

Detalle de un gancho de parada.
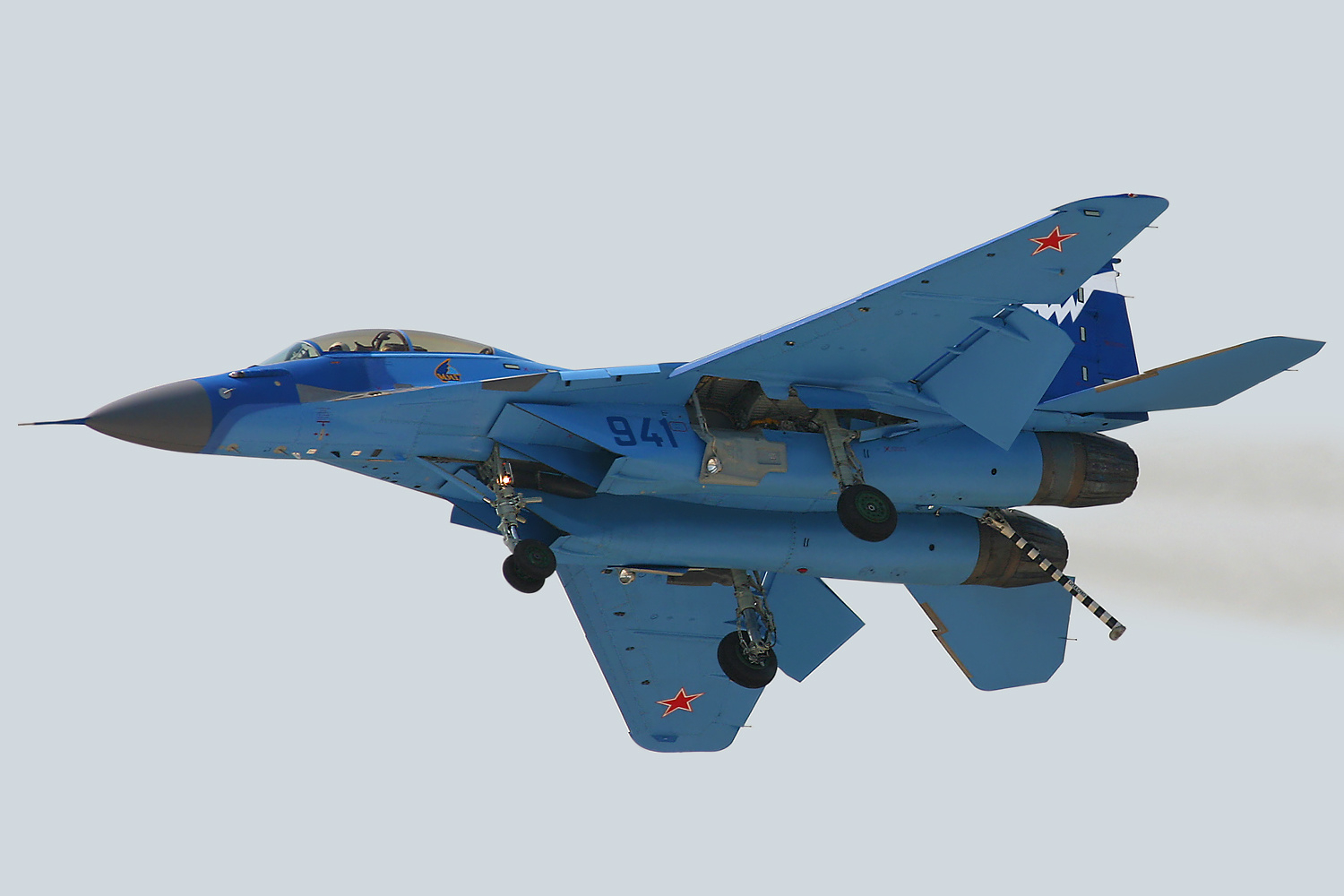
Un MiG-29K con el gancho de cola dispuesto hacia abajo.
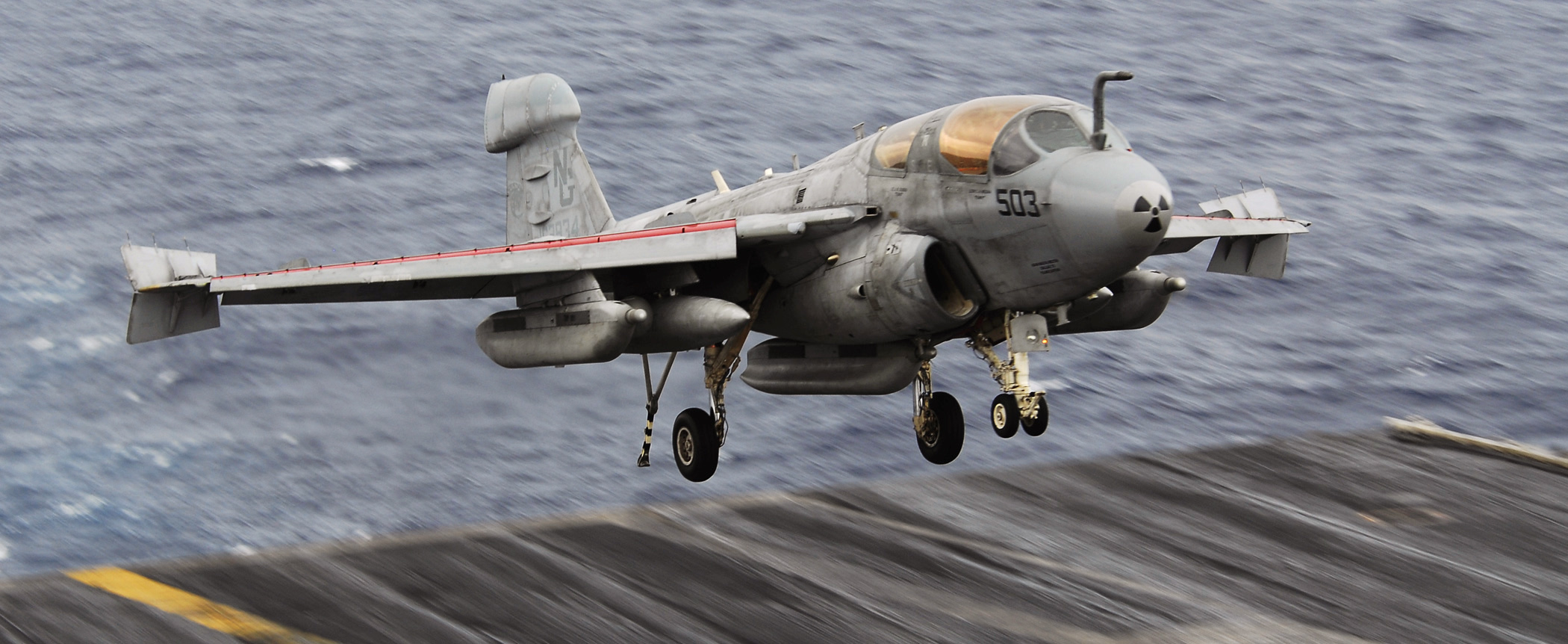
Un EA-6 con gancho de detención en forma de "V".

### Aterrizajes y apontajes en portaaviones

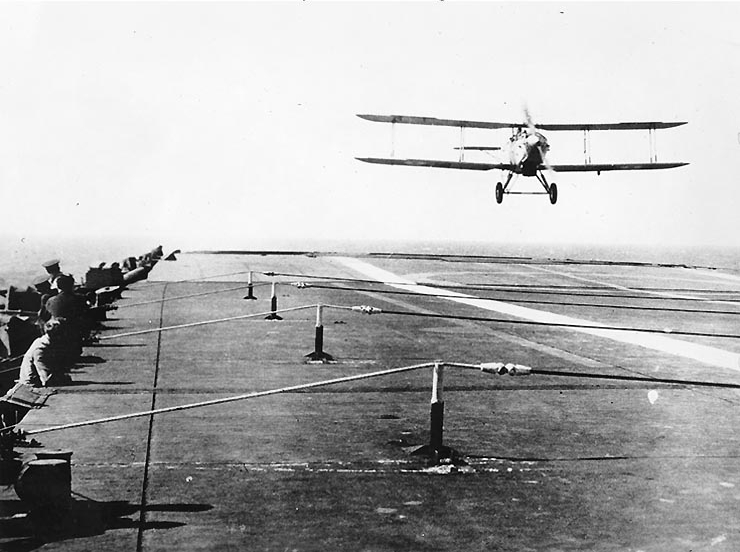
Apontaje de un Fairey 3F en el portaaviones HMS Furious (47) en los años 1930.
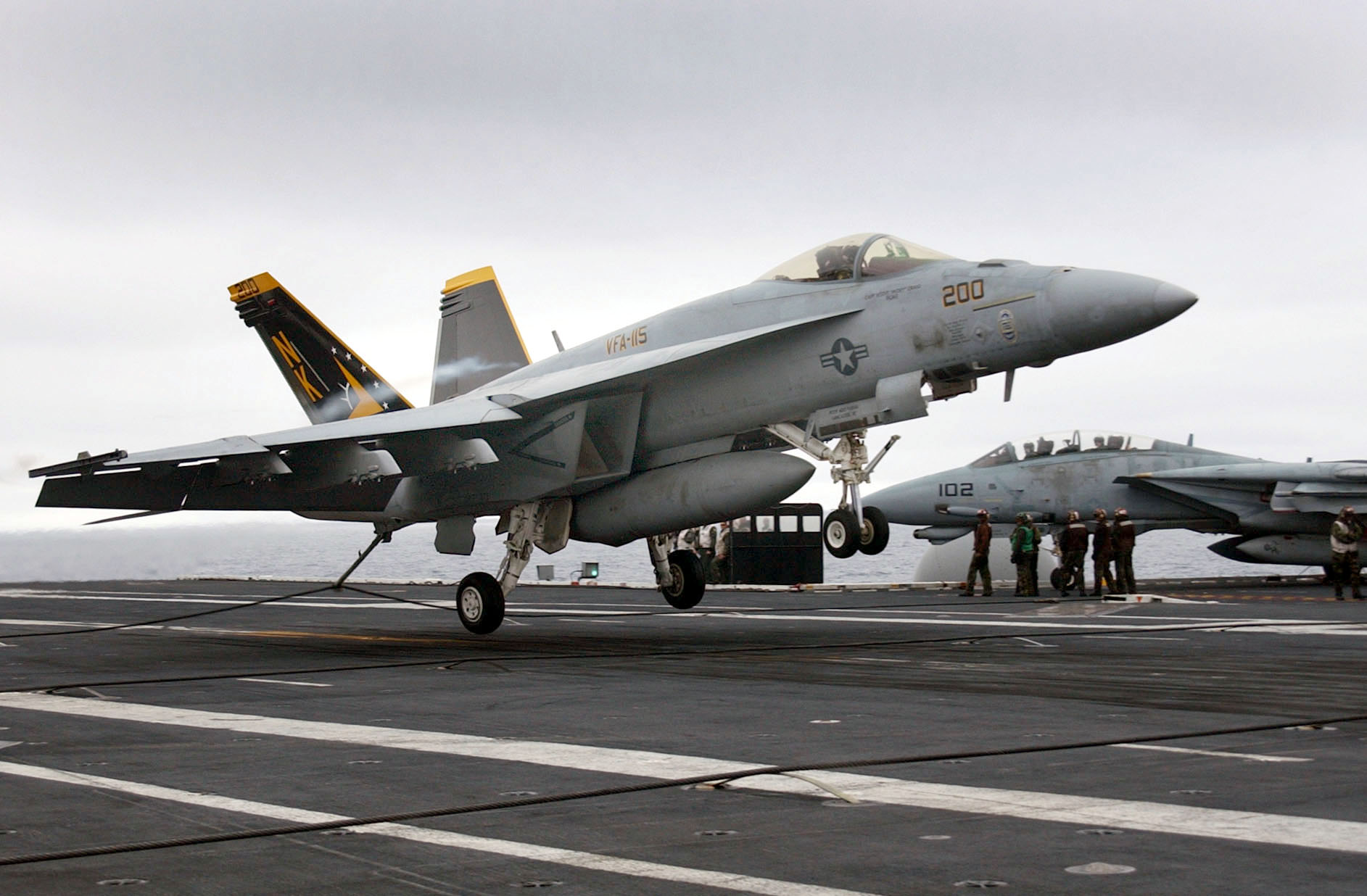
Un F/A-18 enganchando un cable de parada en el portaaviones USS John C. Stennis (CVN-74).
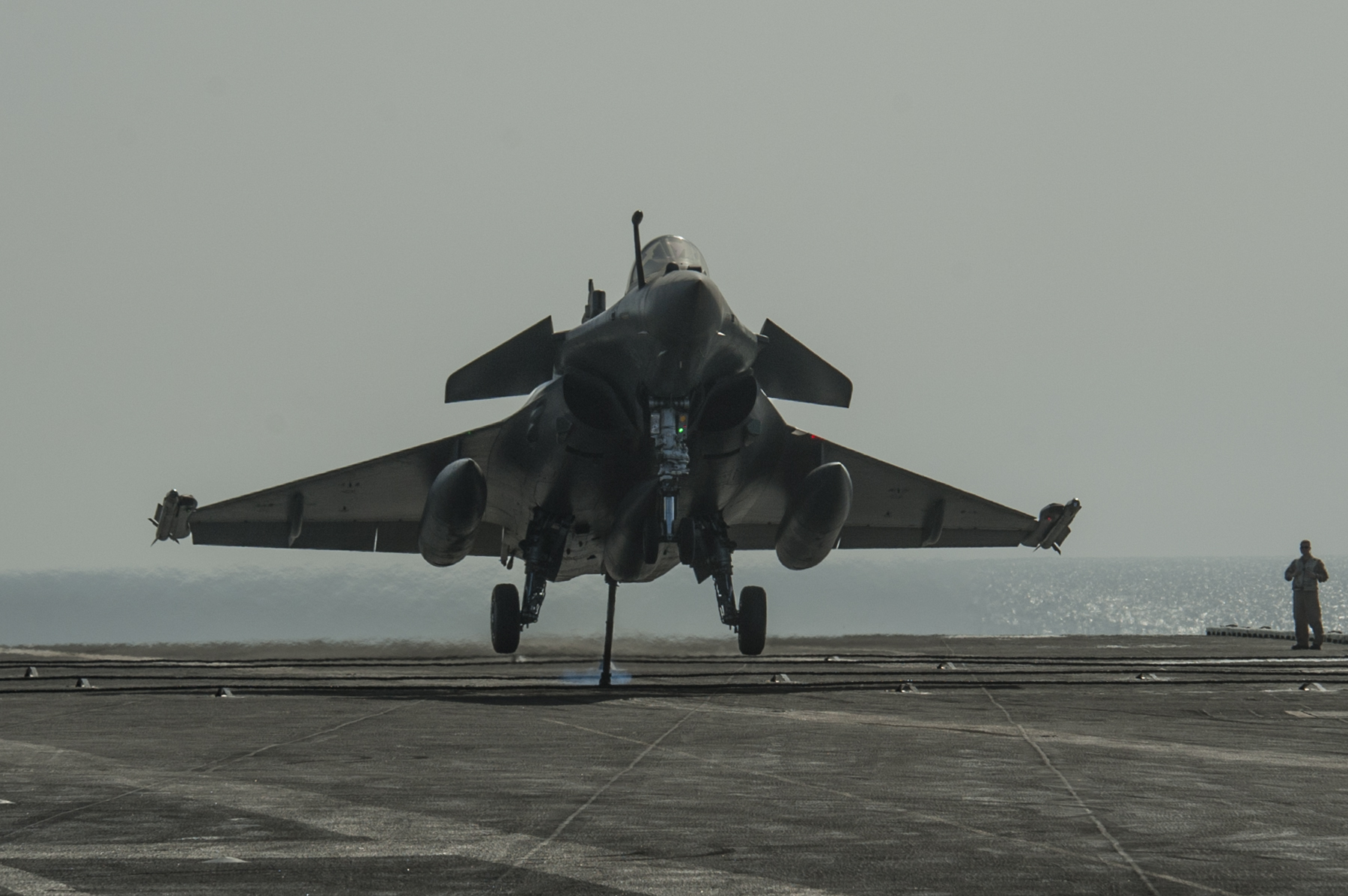
En este caso se trata de un avión Rafale.
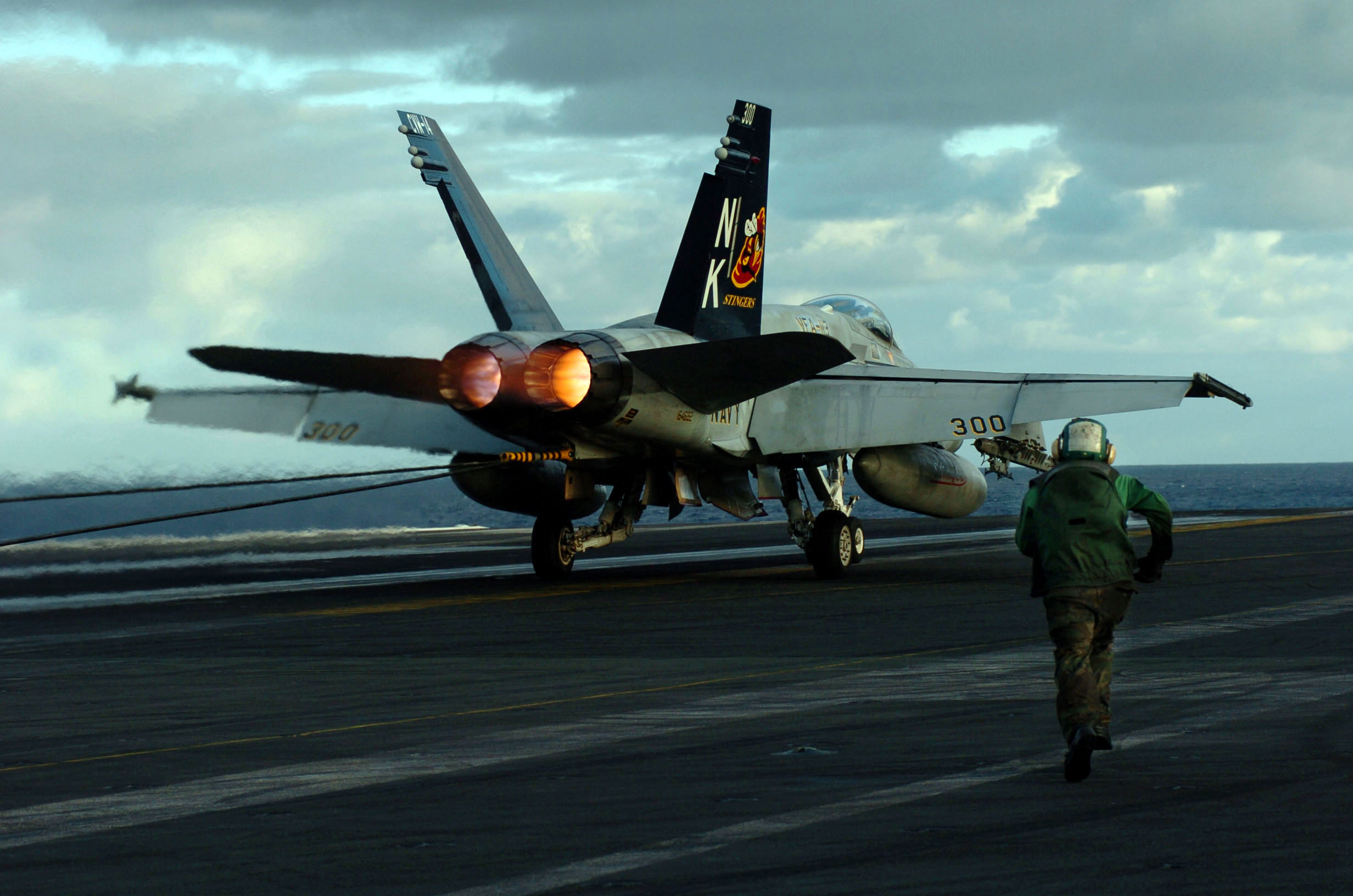
Un F/A-18 totalmente parado por el dispositivo de parada, aún estando los motores a pleno empuje.
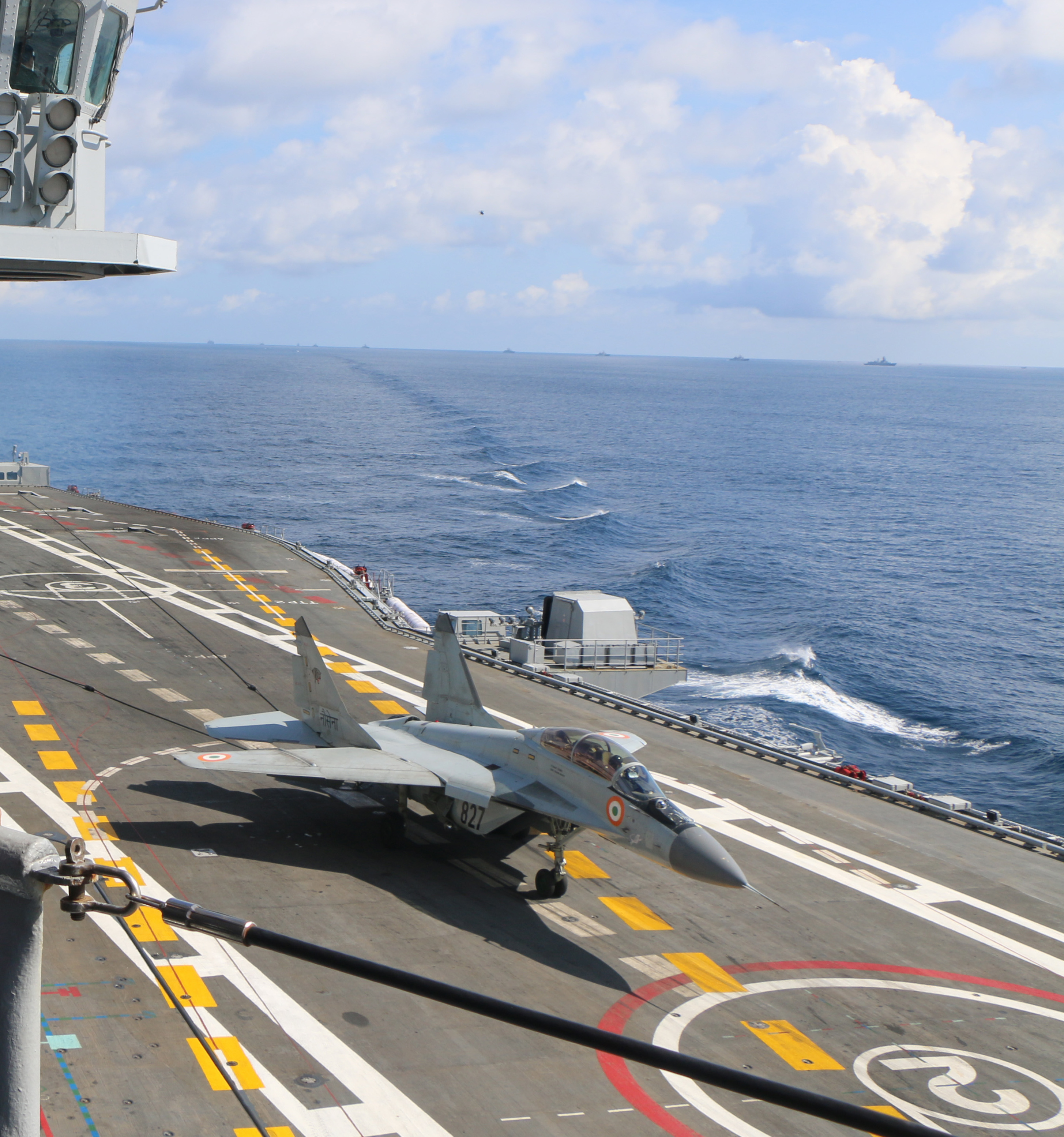
Apontaje exitoso de un MiG-29K.
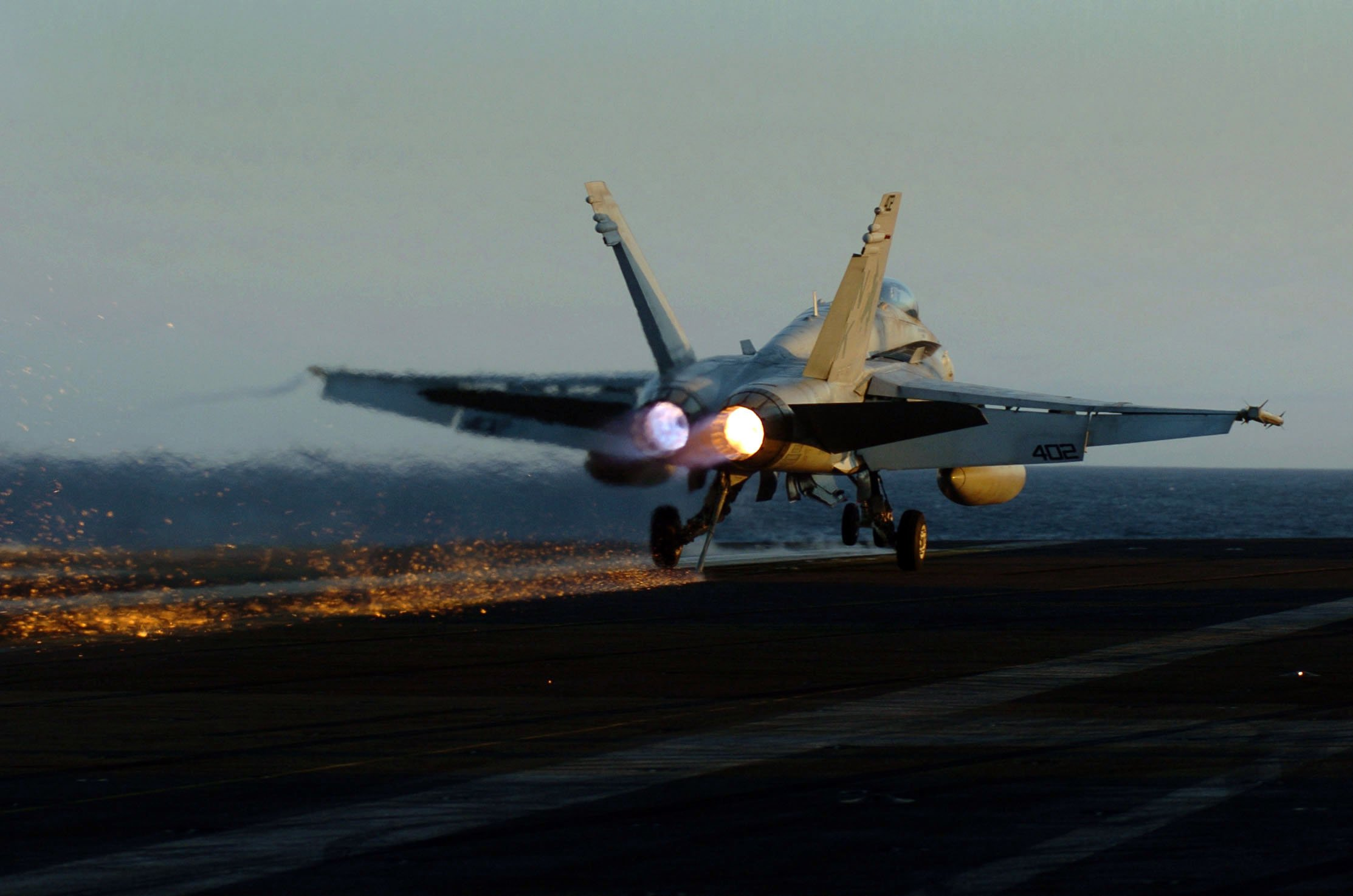
Un apontaje fallido de un F/A-18, momento antes de que el avión saliera por la borda del portaaviones.
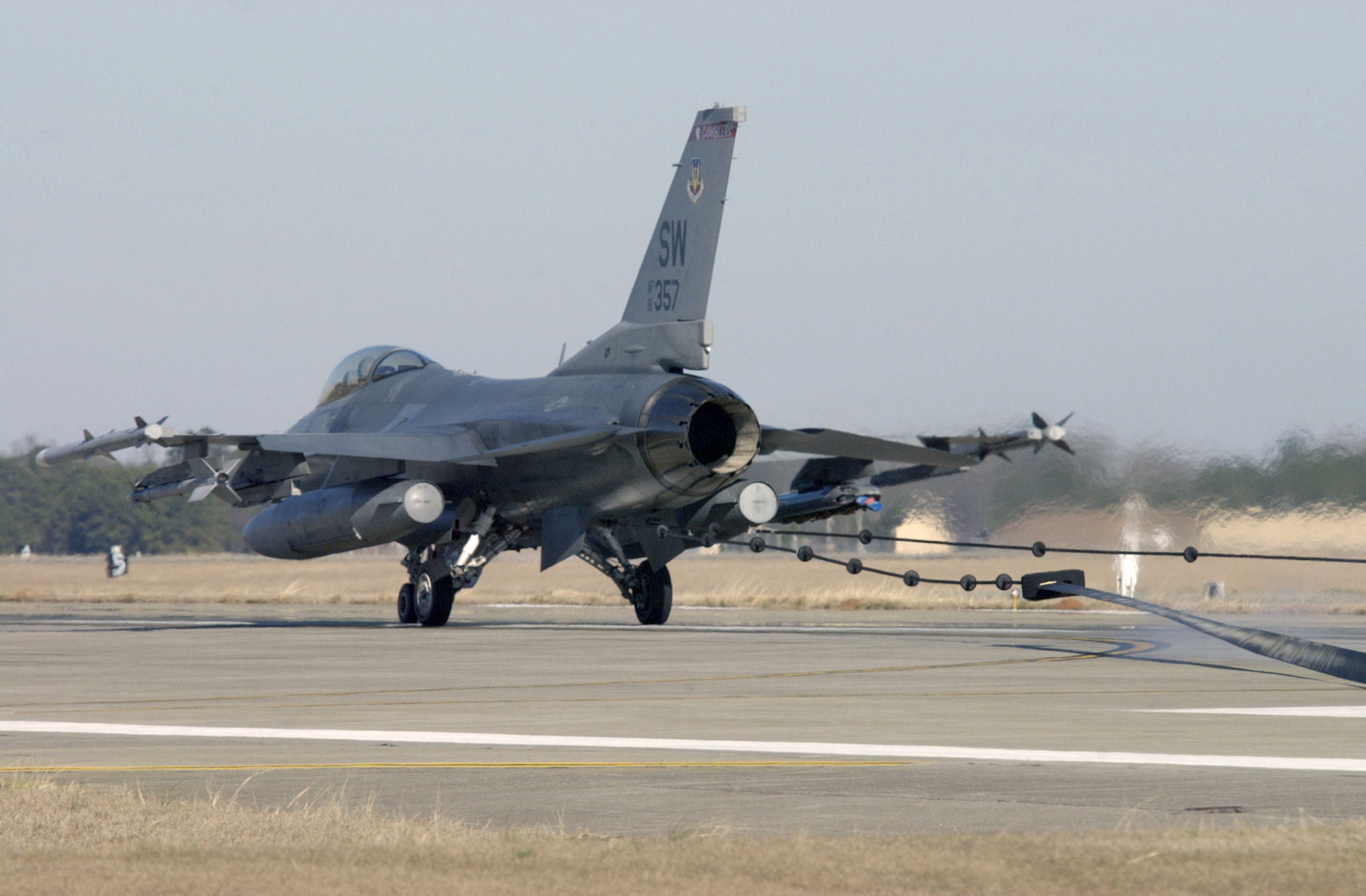
Un F-16 de la USAF engancha en el cable de parada durante unas pruebas en la Base de la Fuerza Aérea Shaw.